# Костенькино
Косте́нькино (южносельк. Кундой е́ды — далёкая деревня, Кангуй э́ды — народа реки посёлок) — исчезнувшая деревня в Колпашевском районе Томской области. На момент упразднения входила в состав Могильно-Мысского сельсовета. Упразднена в 1976 году.

## География
Деревня располагалась на левом берегу реки Чая в месте впадения в нее протоки Нярга, в 4 км (по прямой) к востоку от деревни Могильный Мыс.

## История
Исторический населённый пункт южных селькупов (группа сюссюкум/сюссыкум). Крупнейшее селькупское поселение на р. Чая. Относилось к Чаинской инородческой волости. Коренные жители – остяки Истеевы, Кузуровы, Коголевы.
В 1859 г.: 9 хозяйств — 50 человек.
В 1897 г.: 9 хозяйств — 42 человека.
В 1911 г.: 10 хозяйств — 39 селькупов.
В 1873-1874 гг. в Костенькиных юртах Н.П. Григоровским был записан словарь чаинского диалекта южноселькупского языка.
Деревня была основана в 1821 году. В 1928 году юрты Костенькины состояли из 26 хозяйств. В административном отношении входила в состав Баранаковского сельсовета Колпашевского района Томского округа Сибирского края. В 1930-е годы создан колхоз, впоследствии получивший название имени Маленкова; с 1953 года отделение колхоза "Путь Ленинизма". С 1960 года являлась входила в Чажемтовское отделение совхоза "Чажемтовский".
В 1960-х годах деревня попала в разряд не перспективных и по планам должна была быть сселена к 1975 году.
Решением № 300 Томского облисполкома от 1 декабря 1976 года в связи с выездом населения деревня Костенькино исключена из учётных данных.

### Археология
Костенькинский курганный могильник расположен в 2 км вниз по Чае от дер. Костенькиной.
Костенькинское старое остяцкое кладбище находилось у самой дер. Костенькиной. Сюда привозили раньше всех родственников, скончавшихся хотя бы и далеко отсюда. Покойников привозили в засмоленных колодах.

## Население
| 1920 | 1926 | 1939 | 1952 | 1959 | 1970 |
| ---- | ---- | ---- | ---- | ---- | ---- |
| 97   | ↘96  | ↘86  | ↗87  | ↗102 | ↘24  |

В 1926 году основным населением юрт были остяки. Население юрт Костенькиных (селькупы группы сюссыкум) состояли в родственных отношениях с близлежащими шёшкупскими посёлками.